# 현산초등학교 (경기)
현산초등학교는 대한민국 경기도 고양특례시 일산서구 탄현동(탄현1동에 있는 공립 초등학교이다.

## 교통

### 버스
현산초등학교 정류장에서 고양 버스 921, 고양 버스 1200, 고양 버스 078을 이용할 수 있다.

## 참고 자료
- 현산초등학교 - 한국교육학술정보원 학교알리미